# إزاريا إيلخانوف
إزاريا إيلخانوف (مواليد 3 يوليو 1934) هو ملاكم إيراني، مثّل بلاده في الألعاب الأولمبية الصيفية 1960.

## روابط خارجية
إزاريا إيلخانوف على موقع أوليمبيديا (الإنجليزية)